# Federico Ramírez
Federico Ramírez Méndez (nascido em 4 de novembro de 1975) é um ciclista olímpico costa-riquenho. Representou sua nação nos Jogos Olímpicos de Verão de 2008, na prova de cross-country masculino.